# Langgasse 45 (Neesbach)

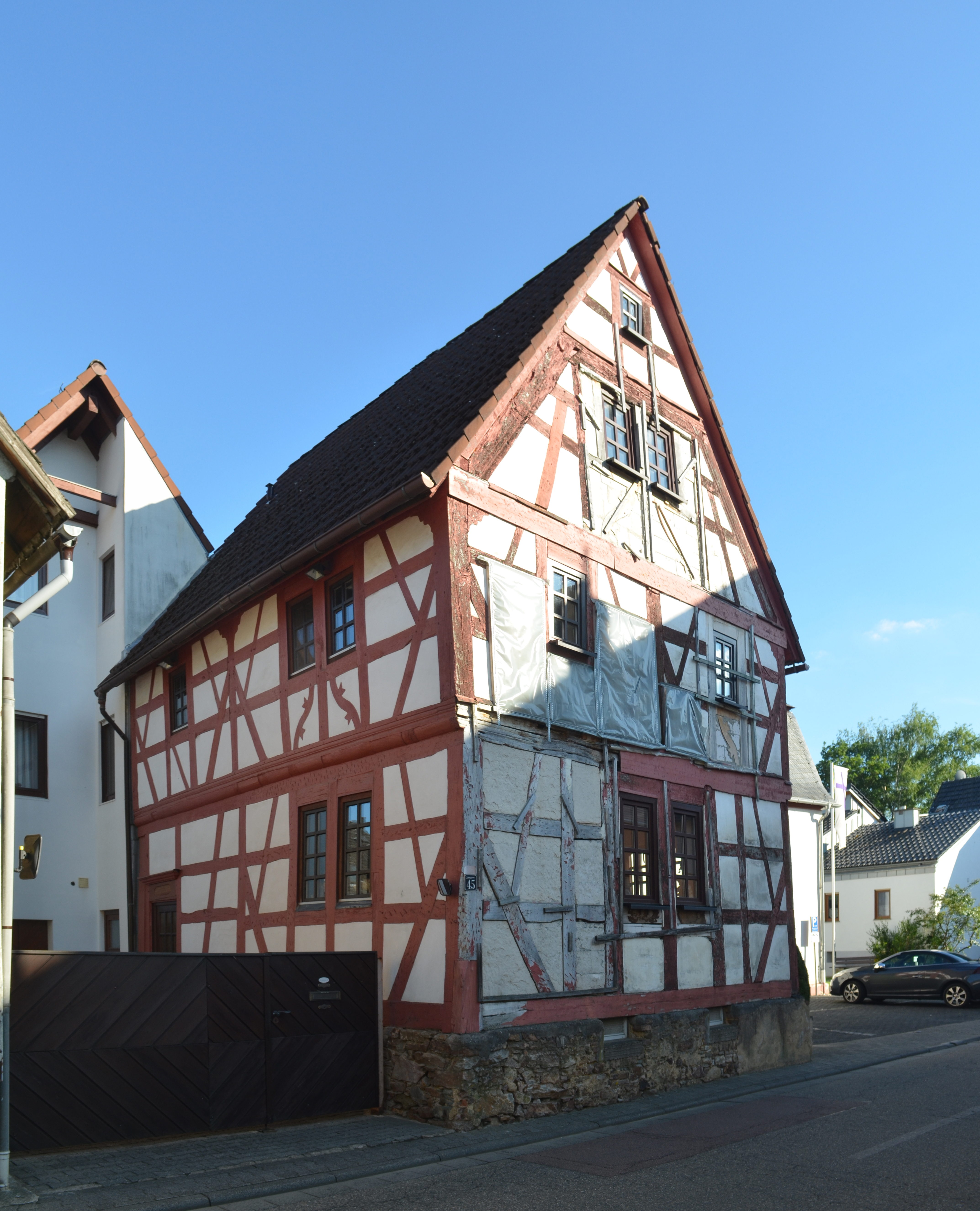
Fachwerkhaus Langgasse 45 in Neesbach

Das Gebäude Langgasse 45 in Neesbach, einem Ortsteil der Gemeinde Hünfelden im mittelhessischen Landkreis Limburg-Weilburg, wurde 1751 errichtet. Das zweigeschossige Wohnhaus, das mit der Westfassade den kleinen Kirchenplatz rahmt, ist ein geschütztes Kulturdenkmal.
Das giebelständige Fachwerkhaus wurde nachträglich mit einem Drempel versehen. Über der Haustür ist eine Inschrift und die Jahreszahl 1751 angebracht. 
Das Fachwerk besitzt ein profiliertes Rähm- und Schwellenband am Giebel und viertelkreisförmige Füllhölzer an der Traufe. 